# Костковиці (Цешинський повіт)
Костковиці (пол. Kostkowice) — село в Польщі, у гміні Дембовець Цешинського повіту Сілезького воєводства.
Населення — 543 особи (2011).
У 1975-1998 роках село належало до Бельського воєводства.

## Демографія
Демографічна структура станом на 31 березня 2011 року:
|          | Загалом | Допрацездатний вік | Працездатний вік | Постпрацездатний вік |
| -------- | ------- | ------------------ | ---------------- | -------------------- |
| Чоловіки | 265     | 61                 | 184              | 20                   |
| Жінки    | 278     | 65                 | 168              | 45                   |
| Разом    | 543     | 126                | 352              | 65                   |